# Sensus communis
Sensus communis é uma terminologia filosófica originalmente usada para fazer referência ao poder perceptivo de ligar os inputs de cada órgão dos sentidos numa representação coerente e inteligível.
O termo é originado por Aristóteles (sensus communis é a tradução em latim da expressão utilizada por Aristóteles: κοινὴ αἲσθησις). É usada de uma maneira similar por Tomás de Aquino e René Descartes.
O termo é mais tarde também usado por Immanuel Kant num sentido filosófico mais alargado, aplicando-o a toda a humanidade.